# Surnets
Surnets, também transcrita como Surnec, Sarnets, Sarnec ou Surnetz (Сърнец no alfabeto cirílico) é uma aldeia do município de Tervel, na província de Dobrich, no nordeste da Bulgária. Em 1º de janeiro de 2007, possuía uma população de 200 habitantes e uma área de 25,100 km², localizando-se a 361 quilômetros de Sófia, capital da Bulgária. Encontra-se na faixa de 200 a 300 metros acima do nível do mar.